# Trabalho em tempo parcial
O trabalho em regime de tempo parcial ou em meio período é uma forma de emprego onde a jornada de trabalho semanal é menor que a de um emprego full-time ou em tempo integral, trabalhando até 30 horas semanais (no máximo oito horas diárias) e em troca de turnos. Pelo Artigo 58-A da CLT: "Considera-se trabalho em regime de tempo parcial aquele cuja duração não exceda a trinta horas semanais, sem a possibilidade de horas suplementares semanais, ou, ainda, aquele cuja duração não exceda a vinte e seis horas semanais, com a possibilidade de acréscimo de até seis horas suplementares semanais."
Um emprego em regime parcial precisa ser combinado de comum acordo e geralmente paga menos do que em período integral, já que possui menos horas de trabalho por semana. Pela CLT, os trabalhadores da modalidade de tempo parcial com carteira assinada tem alguns dos direitos trabalhistas reconhecidos para funcionários de período integral, como férias, FGTS, aviso prévio e licença maternidade. 
O emprego part-time para empresas estrangeiras não é o mesmo que o trabalho em regime parcial previsto em CLT, ainda que se caracterize também por até 30 horas semanais e pagamento correspondente. O regime part-time permite maior flexibilização do trabalho, se popularizando em diversos países desenvolvidos para reduzirem taxas de desemprego, ainda que isso ocorra em zonas cinzentas da legislação trabalhista. No Brasil, o regime de trabalho parcial nem sempre ocorre com carteira assinada, dada a grande informalidade do mercado de trabalho brasileiro. Ainda que as menores horas permitam melhor adaptabilidade para combinar outras atividades, aponta-se riscos de maior precariedade nas condições de trabalho.